# Estella Warren
Estella Warren (Peterborough, Ontario; 23 de diciembre de 1978) es una nadadora, actriz y modelo canadiense.

## Biografía
Hija de un vendedor de automóviles y de una directora de escuela de primaria, su éxito en el mundo de la natación le abrió las puertas de las pasarelas y del cine. Además de nadar, practica la equitación, toca el piano y canta. 

## Como nadadora
A los siete años se inició en la natación sincronizada, disciplina con la que, a los doce años de edad, dejaría por primera vez su hogar para ir a Toronto y debutar con el equipo nacional. Nadó hasta los diecisiete, llegando a ser campeona de Canadá en tres ocasiones y quedando segunda en el World aquatic Championship. También participó en los Juegos Olímpicos de Atlanta de 1996 y fue bronce en solo en los Mundiales Junior de 1995.

## Como modelo
Su carrera como modelo comenzó por casualidad cuando, en un desfile de modas caritativo de su escuela, un cazatalentos la vio y envió una fotografía a una agencia de modelos neoyorquina. De este modo se convirtió en modelo de bañadores de la revista Sports Illustrated. Su padre decidió actuar como mánager y poco después, saldría en tres números de la versión italiana de la revista Vogue. Su belleza se ha ido conociendo progresivamente siendo portada sucesivamente en la edición francesa y española de Marie Claire, las ediciones alemana, española, francesa, e italiana de Elle, la alemana GQ, Vanity Fair y en Yahoo Internet Life. Un amplio reconocimiento internacional le llega tras protagonizar dos anuncios televisivos para  Chanel Nº5, dirigidos por Luc Besson. La revista Maxim la denominó "Hottest woman" del año 2000.

## Como actriz
Después de su éxito como modelo decidió mudarse a Los Ángeles, California para iniciarse como actriz.
Su aparición en películas como El planeta de los simios o Driven (actuando con Sylvester Stallone) le consiguió popularidad en el mundo cinematográfico. Desde entonces ha participado en películas y series de televisión como That '70s Show en el año 2003 o Law & Order: Special Victims Unit y Ghost Whisperer en 2005.
En 2011 aparece en el video musical del sencillo "I Need a Doctor" del rapero Dr. Dre.

## Problemas legales
El 24 de mayo de 2011, Warren fue arrestada después de chocar su vehículo contra tres automóviles estacionados y luego darse a la fuga. La policía finalmente la encontró y logró arrestarla por conducir en estado de embriaguez. Por haberse resistido al arresto e intentado darse a la fuga, se le fijó una fianza de $100.000 dólares. El 19 de agosto de 2011, Warren se declaró sin oposición al cargo de conducir escabio y se retiraron los otros cargos; Se le ordenó internarse en un centro de rehabilitación residencial durante cuatro meses.El Departamento del Sheriff del condado de Los Ángeles registró la fecha de nacimiento de Warren el 23 de diciembre de 1970. Aunque el año de nacimiento de Warren en 1978 está bien establecido, algunas fuentes de noticias informaron que nació en 1970 o citaron su edad como si hubiera nacido ese año.
En 2017, Warren fue arrestada por violencia doméstica después de arrojar líquido de limpieza a su novio.

## Filmografía
| Año  | Título                            | Papel           | Notas                              |
| ---- | --------------------------------- | --------------- | ---------------------------------- |
| 2019 | Undateable John                   | Jane            |                                    |
| 2018 | Age of the Living Dead            | Michelle        | 6 episodios                        |
| 2017 | Feel the Dead                     | Skyler          | 6 episodios                        |
| 2015 | No Way Out                        | María           |                                    |
| 2013 | The Stranger Within               | Emily           |                                    |
| 2013 | Dangerous Intuition               | Laura Beckman   |                                    |
| 2010 | Transparency                      | Monika          |                                    |
| 2010 | See You in September              | Lindsay         |                                    |
| 2009 | La bella y la bestia              | Bella           |                                    |
| 2009 | The Superstars                    | Ella misma      |                                    |
| 2009 | Blue Seduction                    | Matty McPherson |                                    |
| 2008 | Mental                            | Niobe Graham    |                                    |
| 2007 | Lies and Crimes                   | Sally Hanson    |                                    |
| 2007 | Irreversi                         | Kat             |                                    |
| 2006 | Taphephobia                       | Jesse Lennox    |                                    |
| 2006 | Pucked                            | Jessica         |                                    |
| 2005 | Ghost Whisperer                   | Alexis Fogarty  | Episodio: "On the Wings of a Dove" |
| 2005 | Law & Order                       | April Troost    | Episodio: "Flaw"                   |
| 2005 | Law & Order: Special Victims Unit | April Troost    | Episodio: "Design"                 |
| 2005 | Her Minor Thing                   | Jeana           |                                    |
| 2004 | Trespassing (Evil Remains)        | Kristy Goodman  |                                    |
| 2004 | Pursued                           | Emily Keats     |                                    |
| 2004 | Blowing Smoke                     | Faye Grainger   |                                    |
| 2003 | I Accuse                          | Kimberly Jansen |                                    |
| 2003 | That '70s Show                    | Raquel          | Episodio: "The Kids Are Alright"   |
| 2003 | The Cooler                        | Charlene        |                                    |
| 2003 | Canguro Jack                      | Jessie          |                                    |
| 2001 | Tangled                           | Elise Stevens   |                                    |
| 2001 | El planeta de los simios          | Daena           |                                    |
| 2001 | Driven                            | Sophia Simone   |                                    |
| 2001 | Perfume                           | Arrianne        |                                    |